# 276

276(이백칠십육)은 275보다 크고 277보다 작은 자연수다.

## 수학
- 합성수로, 그 약수는 총 12개다. (1, 2, 3, 4, 6, 12, 23, 46, 69, 92, 138, 276)
  - 276의 진약수의 합은 396이므로, 276은 과잉수다.
- 19번째 불가촉수다. 앞의 불가촉수는 268, 다음은 288이다.
- 23번째 삼각수다. 앞의 삼각수는 253, 다음은 300이다.
- 6번째 이십각수다. 앞의 이십각수는 185, 다음은 385다.
- 11번째 중심있는 오각수다. 앞의 중심있는 오각수는 226, 다음은 331이다.
- {\displaystyle 276=137+139}
  - 연속하는 두 소수(素數)의 합으로 나타낼 수 있으며, 이 성질을 지닌 앞의 수는 268, 다음 수는 288이다.
- {\displaystyle 276=5+7+11+13+17+19+23+29+31+37+41+43}
  - 연속하는 소수(素數) 12개의 합으로 나타낼 수 있으며, 이 성질을 지닌 앞의 수는 236, 다음 수는 318이다.
- {\displaystyle 276=5^{2}+7^{2}+9^{2}+11^{2}=1^{2}+5^{2}+9^{2}+13^{2}}
  - 연속하는 네 홀수(5부터 11까지)의 제곱합으로 나타낼 수 있는 수다. 이 성질을 지닌 앞의 수는 164, 다음 수는 420이다.
  - 공차가 4인 네 자연수(1부터 13까지)의 제곱합으로 나타낼 수 있는 가장 작은 수다. 이 성질을 지닌 다음 수는 336이다.
- {\displaystyle 276=1^{5}+2^{5}+3^{5}}
  - 연속하는 세 자연수의 5제곱합으로 나타낼 수 있는 가장 작은 수이며, 이 성질을 지닌 다음 수는 1299다.
- {\displaystyle 276=2\times 3+3\times 5+5\times 7+7\times 11+11\times 13}
- {\displaystyle 47^{2}-1}은 276으로 나누어떨어진다.

## 과학
- NGC 276(영어판): 고래자리 방향에 있는 막대나선은하.

## 교통
- 일본 276번 국도(일본어판): 홋카이도 히야마군 히야마군에서 도마코마이시까지 이어지는 일본의 국도.
- 현도 제276호선

## 군사
- U-276(영어판, 독일어판): 제2차 세계 대전에 사용된 나치 독일의 군용 잠수함.

## 문화유산
- 대한민국의 국보 제276호: 초조본 유가사지론 권53
- 대한민국의 보물 제276호: 군산 발산리 오층석탑
- 대한민국의 사적 제276호: 연세대학교 언더우드관

## 방송
- 지니 TV의 리빙TV 채널 번호.
- B tv의 프랑스 공영 방송인 TV5MONDE 채널 번호.
- U+ TV의 BBS 불교방송 채널 번호.

## 기타
- 연도: 276년, 기원전 276년